# ألدن آي. غيفورد
ألدن آي. غيفورد (بالإنجليزية: Alden I. Gifford)‏ هو دبلوماسي أمريكي، ولد في 18 نوفمبر 1910، وتوفي في 3 أبريل 1995.
أدار غيفورد عمليات العديد من الشركات الدولية، بما في ذلك شركتان في كولومبيا وفنزويلا. بوصفه عضو نشط في الحزب الجمهوري، تم تعيينه سفيراً متنقلاً لدى الأمم المتحدة والعديد من الدول في أمريكا اللاتينية، حيث كُلّف بتقديم المشورة في قضايا غسيل الأموال وتهريب المخدرات والأمن ومكافحة الإرهاب.
عام 1983, كرّمت الحكومة البريطانية غيفورد لمشاركته الحاسمة في حلّ نزاع جزر فوكلاند عام 1982. بعد وقتٍ قصير، تقاعد غيفورد بعد 17 عاماً من الحياة الدبلوماسية، إلا أنه كان يتلقّى دعوات ليحاضر في الجامعة الأمريكية وكلية كينيدي بجامعة هارفارد.